# La Londe (Fresnoy-Folny)
La Londe is een gehucht in de Franse gemeente Fresnoy-Folny in het departement Seine-Maritime in Normandië. Het gehucht ligt een halve kilometer ten noordwesten van de dorpskern van Fresnoy, er tegenwoordig bijna mee vergroeid.

## Geschiedenis
Oude vermeldingen van de naam la Londe gaan terug tot de 16de. De 18de-eeuwse Cassinikaart toont het gehucht la Londe.
Op het eind van het ancien régime eind 18de eeuw, toen de gemeenten werden gecreëerd, werd La Londe ondergebracht in de gemeente Frensoy-en-Campagne.
Bailly-en-Campagne · Folny · Fresnoy-Folny · La Londe · Touffécal